# Джосс Стоун
Джосс Стоун (Joss Stone), справжнє ім'я Джоселін Ів Стокер (англ. Jocelyn Eve Stoker; 11 квітня 1987, Дувр, Кент, Англія) — британська співачка, поетеса, композиторка та акторка. Попри досить коротку творчу кар'єру, продала понад 11 мільйонів альбомів по всьому світу, стала володаркою двох премій Brit Awards і однієї Греммі.

## Кар'єра
Відомою стала в кінці 2003 року, після виходу дебютного альбому «The Soul Sessions».
В кінці 2006 року співачка дебютувала у фантастичному фільмі «Ерагон», в ролі відьми Анжели. 
У 2009 дебютувала на телебаченні, виконавши роль Анни Клевської в проєкті «Тюдори» американського кабельного каналу Showtime.
З 2011 року — учасниця організованого Міком Джаґґером рок-супер-гурту SuperHeavy.
Джосс Стоун майже завжди виступає і з'являється на публіці босою.

## Життєпис
В червні 2011 року біля дому Джосс Стоун в Девоні її сусіди помітили підозрілих чоловіків і викликали поліцію. Заарештовані Ж. Бредшоу і К. Ліверпул мали з собою самурайський меч, яким збирались обезголовити співачку, а тіло викинути в річку. На момент інциденту Стоун перебувала саме в цій квартирі.

## Дискографія
- The Soul Sessions (2003)
- Mind Body & Soul (2004)
- Introducing Joss Stone (2007)
- Colour Me Free! (2009)
- LP1 (2011)
- The Soul Sessions Vol. 2 (2012)
- Water for Your Soul (2015)